# Franz Land

Franz Land

Franz Land (* 16. Februar 1896 in Langendreer als Franz Krajewski; † zwischen dem 10. und 14. Oktober 1974 im Dortmunder Stadtteil Mengede) war ein deutscher Politiker (NSDAP).

## Leben und Wirken
Nach dem Besuch der Volksschule verdiente Franz Krajewski seinen Lebensunterhalt als Bergmann. Von 1915 bis 1917 nahm Franz Krajewski mit dem Großherzoglichen Mecklenburgischen Reserve-Jäger-Bataillon 14 am Ersten Weltkrieg teil. Im Krieg, in dem er an der Westfront kämpfte, wurde er schwer verletzt und mit dem Eisernen Kreuz II. Klasse und dem Ehrenkreuz für Frontkämpfer ausgezeichnet.
In der Nachkriegszeit gehörte Krajewski vorübergehend der baltischen Landwehr an. 1919 schloss sich Krajewski in Mengede zunächst der SPD und wenig später der anarchosyndikalistischen Gewerkschaft FAUD an und beteiligte sich an den Dortmunder Hungerunruhen am 2. Juli 1919, wobei er mehrere Tabakhändler dazu zwang, ihre Bestände zu stark verbilligten Preisen zu verkaufen, für diese Aktion wurde er wenig später zu einer Haftstrafe von drei Monaten verurteilt. Während des Kapp-Putsches gehörte Krajewski zum lokalen Aktionsausschuss in Mengede, welcher vor Ort Widerstand gegen den Putsch organisierte, in diesem Zusammenhang beschlagnahmte er u. a. Waffen für die Rote Ruhrarmee. Ende 1920 verließ Krajewski die FAUD.
Krajewski nahm Mitte 1921 Kontakt zur NSDAP auf beteiligte sich 1922 an der Gründung einer der ersten NSDAP-Gruppen außerhalb Bayerns, der NSDAP-Ortsgruppe Dortmund-Mengede, deren Leitung er später übernahm. 1923 nahm er am Kampf gegen die französischen Besatzungstruppen im Ruhr-Gebiet teil. 1924 änderte er, gemeinsam mit seinem Bruder Paul Krajewski, der ebenfalls zu den leitenden NSDAP-Mitgliedern vor Ort gehörte, seinen Familiennamen in Land.
Zum 10. Juni 1925 schloss er sich der neu gegründeten NSDAP wieder an (Mitgliedsnummer 16.330). Von 1932 bis zur Auflösung dieser Körperschaft im Herbst 1933 gehörte Land dem Preußischen Landtag an. Anschließend saß er von November 1933 bis zum Ende der NS-Herrschaft im Frühjahr 1945 als Abgeordneter im nationalsozialistischen Reichstag, in dem er den Wahlkreis 18 (Westfalen Süd) vertrat.